# Karl-Erik Forsberg
Karl-Erik Forsberg, folkbokförd Karl Erik Forsberg, född 15 maj 1914 i Munsö församling, Stockholms län, död 31 maj 1995 i Brunnby församling i dåvarande Malmöhus län, var en svensk grafisk formgivare, typograf, kalligraf, målare med mera. Bror till formgivaren Vidar Forsberg.

## Biografi
Forsberg studerade vid Skolan för bok- och reklamkonst och hade Akke Kumlien som lärare. Forsberg svarade från 1950 för hovets alla monogram, beslutspapper och utnämningsdiplom och utnämndes 1978 till Sveriges första (och hittills enda) hovgrafiker. Han har bland annat tagit fram monogram för Sveriges konung och statschef Carl XVI Gustaf, tillika flera övriga medlemmar av kungafamiljen och andra. Forsberg var konstnärlig ledare hos Almqvist & Wiksell 1942–1950 och hos Norstedts från 1950, där han formgav åtskilliga böcker. Bibeln med bilder av Rembrandt (1954) hör till Forsbergs storverk som formgivare. Boken var en av de första som sattes med Forsbergs eget typsnitt Berling antikva (1951), som skapades för Berlingska Stilgjuteriet i Lund. Berling är det internationellt mest spridda och uppmärksammade svenska typsnittet. 
Forsberg har skapat flera andra typsnitt, till exempel Parad (1938), Lunda (1941) och Carolus (1953), samt logotyper för flera svenska företag med mera. Exempel på logotyper skapade av Forsberg som används än idag är de för Sveriges Radio, Volvo, Gustavsbergs porslinsfabrik, Kungliga Biblioteket och Stockholms universitet, samt den bild av Stockholms stadsvapen som Stockholms stad använder i sin grafiska profil vilken baseras på Yngve Bergs förlaga från 1922. Han gjorde även logotyper för bland annat Scania och Boliden som dock inte används idag. 
Forsberg utgav också flera böcker: Exlibris, monogram och andra märken (1981) och Mina bokstäver (1983), Vandring bland bokstavsformer (1992) med flera. På sin 75-årsdag 1989 instiftade Forsberg Berlingpriset, som delas ut till en svensk grafiker varje år sedan 1991. Han var också medgrundare till Forsbergs skola tillsammans med Vidar Forsberg, dennes dotter Pia Forsberg och hennes dåvarande make Pelle Lindberg. 1987 donerade Forsberg en stor del av sin samling till Uppsala universitetsbibliotek. Han finns även representerad vid Nationalmuseum i Stockholm.

## Familj
Karl-Erik Forsberg var son till muraren Carl Forsberg och Ester Karlsson. Han var 1939–1971 gift med Sonja Hellblom (1918–1973), dotter till redaktör Edvin Hellblom och Annie Bergqvist. År 1973 gifte han om sig med Geith Forsberg (född 1929).

## Böcker
- Berling antikva (1952)
- Antiqua. Vandring bland bokstavsformer (1957)
- Exlibris, monogram och andra märken (1981, tillsammans med Geith Forsberg)
- Bokstaven i mitt liv (1982)
- Mina bokstäver (1983, tillsammans med Geith Forsberg)
- Skrift. Handledning i kalligrafi (1986)
- Bokstaven och ordet (1990, tillsammans med Geith Forsberg)
- Vandring bland bokstavsformer (1992, tillsammans med Geith Forsberg)
- Alpha Magica (1994, tillsammans med Geith Forsberg)
- Bokstaven som konst (1996)

### Typsnitt
- Ballong (1932, ej utgivet)
- Parad (1938)
- Lunda (1941)
- Berling antikva (1951)
- Carolus (1953)